# Istočni Mojstir
Istočni Mojstir (Servisch cyrillisch Источни Мојстир) is een plaats in de Servische gemeente Tutin. De plaats telt 138 inwoners (2002).